# Bernhard Kamnitzer
Bernhard Kamnitzer (ur. 25 października 1890 w Tczewie, zm. 15 lipca 1959 w Nowym Jorku) – gdański polityk, działacz mniejszości żydowskiej, poseł do Volkstagu (1924–1930) oraz członek Senatu WMG (1928–1930), z zawodu adwokat.

## Życiorys
Sprawował mandat posła do Volkstagu II i III kadencji (1924–1930) z ramienia SPD. W latach 1928–1930 był członkiem centrolewicowego Senatu Wolnego Miasta Gdańska, w którym odpowiadał za budżet.
Opowiadał się za odprężeniem z sąsiadami: był zwolennikiem normalizacji stosunków polsko-gdańskich oraz nawiązania współpracy gospodarczej z ZSRR.
Po przejęciu władzy przez NSDAP w Gdańsku w 1935 występował w obronie praw ludności żydowskiej.
W 1938 opuścił Gdańsk osiedlając się w Wielkiej Brytanii, a później Stanach Zjednoczonych.